# Rạch Xoài Hột
Rạch Xoài Hột, trong lịch sử còn được gọi là rạch Xoài Mút, là một con rạch tại tỉnh Tiền Giang. Địa bàn có sông Xoài Hột chảy qua từng là điểm quan trọng trong cuộc phục kích của quân Tây Sơn nhằm chống 5 vạn quân Xiêm, trận Rạch Gầm-Xoài Mút vào năm 1785. Đoạn sông Tiền từ Rạch Gầm đến Xoài Mút trở thành điểm quyết chiến mà Nguyễn Huệ chọn để đánh bại quân Xiêm.

## Tự nhiên
Xoài Hột (Xoài Mút) cách Rạch Gầm 7 km về hướng đông xuôi theo hạ lưu sông Tiền. Xoài Hột gồm 2 nhánh:
- Nhánh trái (Kênh Xoài Hột – Sáu Ầu) có chiều dài 15 km bắt đầu từ xã Tam Hiệp băng qua cầu Rượu, Quốc lộ 1, chảy qua các xã Phước Thạnh, Thạnh Phú rồi nhập vào nhánh phải. Tại xã Tam Hiệp, rạch Xoài Hột nối vào kinh Phủ Chung chảy qua vùng Chợ Bưng. Các con kinh, rạch của nhánh trái gồm: rạch Thầy Tùng từ xã Thạnh Phú đến xã Long Hưng, kinh Xáng Cụt từ Thạnh Phú qua Phước Thạnh đến Long Hưng, nhánh này còn có kinh Đào chảy qua xã Thạnh Phú và Long Hưng nối vào kinh Nguyễn Tấn Thành.[10][a]
- Nhánh phải (rạch Xoài Hột) có chiều dài 8 km, bắt nguồn từ cầu Đạo Ngạn nối vào rạch Bảo Định, chảy qua xã Trung An thuộc Thành phố Mỹ Tho rồi đổ ra vàm Xoài Hột tại xã Bình Đức thuộc huyện Châu Thành. Nhánh này còn có một con rạch nhỏ khác chảy vào khu vực phường 5 và phường 6, thành phố Mỹ Tho, gọi là rạch Tra Sập.[10]

## Tên gọi
Theo người dân ở làng Bình Đức, địa phương có sông chảy qua kể lại thì: "Bởi vì xưa kia vùng này có một rừng xoài. Và đã là xoài rừng, thì trái nhỏ, hột to, cơm ít, muốn ăn được, sau khi gọt vỏ, phải đưa vào miệng mút. Rồi lần hồi bà con gọi là Xoài Mút, cũng có người kêu là Xoài Hột. Xoài Mút thường để chỉ tên rạch, Xoài Hột là tên chợ, bởi vì ở đây có chợ Xoài Hột ở xã Thạnh Phú kế bên xã Bình Đức".
Đình An Đức trong vùng có ghi lịch sử của sông như sau: "Thường năm, vào mùa mưa, nước nổi tràn từ thượng nguồn về Đồng Tháp Mười thành một biển nước mênh mông; đến khi nước rút ra sông, biển bằng những con lạch sâu, cộng thêm thú rừng lên xuống uống nước về mùa nắng, lần hồi trở thành những con rạch, con sông nhỏ phụ lưu của sông Cửu Long. Sông Xoài Hột là một trong những phụ lưu đó".
Tên gọi khác là sông An Đức.

## Lịch sử
Ngày nay Xoài Hột chỉ là một con rạch nhỏ nhưng theo ghi chép thì 200 năm trước, Xoài Hột khá lớn, chiến thuyền có thể qua lại dễ dàng.
Năm 1785, Nguyễn Huệ đã chọn 3 vị trí theo chốt trên sông Tiền là Rạch Gầm, Xoài Mút (nay là Xoài Hột) và cù lao Thới Sơn để chặn đầu và khóa đuôi, dồn quân Xiêm vào thế bao vây để tấn công tiêu diệt. Trận đánh đã làm tiêu diệt hầu như toàn bộ quân xâm lược.
Đến thời Tự Đức, đình An Đức nằm ngay vàm Xoài Mút được vua sắc phong.
Năm 1964, nhánh trái của Xoài Hột bị lấp, sau năm 1990 mới được đào lại để thoát lũ, nên còn gọi là kinh thoát lũ.

## Di sản
Gần bờ rạch Xoài Hột, tại địa phận xã Bình Đức có đình Tân Thuận là một ngôi đình cổ, phía trước đình có một cây cổ thụ được dân trong vùng gọi là Mò Cua đã 200 năm tuổi.